# Ângelo Torres
Ângelo Torres (Guinea Ecuatorial, 14 de abril de 1968) es un actor hijo de santo-tomense que desarrolló su carrera profesional en el cine y la televisión de Portugal.

## Actividad profesional
Sus padres habían nacido en Santo Tomé y Príncipe y tenía 24 hermanos. A los 5 años fue llevado por su familia a vivir a España. Comenzó su carrera profesional actuando en la película portuguesa Duma Vez por Todas  (1987) dirigido por Joaquim Leitão y desde entonces continuó trabajando en cine y televisión. 
En 2004 fue galardonado con el Premio European Shooting Stars –Estrellas europeas surgentes- una iniciativa de la organización European Film Promotion cuyo objeto es la promoción internacional y la creación de redes de actores prometedores de los 37 países miembros de EFP; consecuentemente desde hace 20 años presenta anualmente en el Festival Internacional de Cine de Berlín  a los 10 talentosos actores seleccionados..
En 2008 protagonizó la película A Ilha dos Escravos junto  a la actriz brasilera Vanessa Giácomo y al actor portugués Diogo Infante. Otras películas que se recuerdan con su actuación son Preto e Branco, del director José Carlos Oliveira, Fado Blues, de Luís Galvão Teles y The Murmuring Coast, de Margarida Cardoso. En una entrevista dijo que en su opinión el cine de Europa es conocido principalmente por la producción de Francia, España, Italia y Reino Unido y que los filmes portugueses no tienen circulación -ni, por ende, conocimiento- en los demás países europeos, así como en Portugal no está difundido el cine de esos países.

## Televisión
| Año  | Título                           | Papel             | Importancia      |
| ---- | -------------------------------- | ----------------- | ---------------- |
| 2019 | Prisioneira                      | Henrique Drummond | Elenco Principal |
| 2018 | A Herdeira                       | Calu              | Elenco Principal |
| 2017 | Ouro Verde                       | Padre Sebastião   | Elenco Principal |
| 2015 | A Única Mulher                   | Norberto Venâncio | Antagonista      |
| 2013 | A Mãe do Senhor Ministro         | dos Santos        |                  |
| 2013 | Maternidade                      | Abel Cassamá      |                  |
| 2011 | Laços de Sangue                  |                   |                  |
| 2011 | O Bar do Ti-Chico                | Kudebenguela      |                  |
| 2010 | Conta-me Como Foi                | Padre Luis        |                  |
| 2009 | Equador                          | Liberio           |                  |
| 2009 | Vamos Ouvir                      |                   |                  |
| 2008 | Liberdade 21                     | Dr. Eduardo       |                  |
| 2008 | Rebelde Way                      | Adérito           |                  |
| 2008 | Casos da Vida                    | Mauro             |                  |
| 2003 | Volpone                          | Castrato          |                  |
| 2002 | La mort est rousse               | Madousso          |                  |
| 2002 | Sociedade anónima                | Guarda Antunes    |                  |
| 2001 | Querido Professor                |                   |                  |
| 2000 | A Noiva                          |                   |                  |
| 2000 | Vola Sciusciù                    |                   |                  |
| 2000 | Black & White                    |                   |                  |
| 1999 | Jornalistas                      | Inmigrante        |                  |
| 1999 | O Fura-Vidas                     |                   |                  |
| 1999 | Ora Viva!                        |                   |                  |
| 1999 | Sofá Vermelho                    |                   |                  |
| 1998 | Conversas Secretas               |                   |                  |
| 1996 | Novacek                          | Eduardo           |                  |
| 1996 | A Mulher do Sr. Ministro         |                   |                  |
| 1994 | Sozinhos em Casa                 |                   |                  |
| 1992 | Mauser                           |                   |                  |
| 1991 | O Café do Ambriz                 |                   |                  |
| 1991 | Por Mares Nunca Dantes Navegados |                   |                  |

## Cine
| Año  | Título                            | Papel             |
| ---- | --------------------------------- | ----------------- |
| 2017 | O Fim da Inocência                |                   |
| 2017 | A Ilha dos Cães                   | Pera D'Aço        |
| 2015 | Ornamento e Crime                 | Barman            |
| 2015 | Dias de Chuva                     | Socio de Olímpio  |
| 2014 | Fortunato: D'aqui até São Torcato |                   |
| 2013 | O Espinho Da Rosa                 | Policía           |
| 2013 | Bobô                              | Tio               |
| 2013 | Estranhamento                     |                   |
| 2012 | Amareloazulpretoamarelo           | Lucas             |
| 2012 | Estrada de Palha                  | Américo           |
| 2009 | O Último Condenado à Morte        |                   |
| 2008 | A Ilha dos Escravos               | João              |
| 2008 | Superfície                        |                   |
| 2005 | Hi! Am Erica                      |                   |
| 2004 | A Costa dos Murmúrios             | Empleado de hotel |
| 2004 | Tudo Isto É Fado                  | Amadeu            |
| 2003 | Preto E Branco                    | Pascoal           |
| 2002 | Storia di guerra e d'amicizia     |                   |
| 2002 | Nha fala                          | Yano              |
| 2001 | Querido Professor                 |                   |
| 2000 | Almirante Reis                    | Policía           |
| 2000 | Entre Nós                         |                   |
| 1998 | A Tempestade da Terra             | Ningo             |
| 1998 | Ilunga                            |                   |
| 1997 | Polícias                          | Estado de Sítio   |
| 1996 | Terra Estrangeira                 | Angolano          |
| 1993 | Encontros Imperfeitos             | Limpador de autos |
| 1993 | O Minotauro da Lua                |                   |
| 1992 | Xavier                            | Trabajador        |
| 1987 | Duma Vez por Todas                |                   |

## Premios y nominaciones
| Año  | Premio                                  | Categoría              | Película                   |
| ---- | --------------------------------------- | ---------------------- | -------------------------- |
| 2012 | Cooperativa GDA                         | Mejor actor de reparto | Américo (Estrada de Ferro) |
| 2012 | 18º Festival Caminos del Cine Portugués | Mejor Actor de Reparto | Américo (Estrada de Ferro) |